# Rattus adustus
Rattus adustus  (Sody, 1940) è un roditore della famiglia dei Muridi endemico dell'isola indonesiana di Enggano.

## Descrizione

### Dimensioni
Roditore di medie dimensioni, con la lunghezza della testa e del corpo di 180 mm, la lunghezza della coda di 148 mm, la lunghezza del piede di 42 mm e la lunghezza delle orecchie di 22 mm.

### Aspetto
La pelliccia è corta e abbondantemente spinosa. Le parti superiori sono marroni scure, mentre le parti ventrali sono grigio-brunastre. La coda è più corta della testa e del corpo, è uniformemente nera e con circa 9 anelli di scaglie per centimetro.

## Biologia

### Comportamento
È una specie terricola.

## Distribuzione e habitat
Questa specie è conosciuta soltanto attraverso un esemplare femmina catturato sull'isola di Enggano, lungo la costa occidentale di Sumatra, nel 1936 e ora depositato presso il Museo zoologico di Bogor, con numero di catalogo MZB 304/36.
Vive presumibilmente in ambienti forestali.

## Conservazione
La IUCN Red List, considerato che questa specie è conosciuta soltanto da un individuo e potrebbe verosimilmente essere estinta, classifica R.adustus come specie con dati insufficienti (DD).